# Ugolino Cossu
Ugolino Cossu (Roma, 18 agosto 1954) è un fumettista italiano.

## Biografia
Si diploma in decorazione presso l'Accademia di belle arti di Roma, iniziando a lavorare, subito dopo, nell'Eura Editoriale, collaborando con Romano Mangiarano e Alberto Giolitti.
Nel 1977 svolge alcuni lavori in Gran Bretagna, presso la rivista Tales of Katy Jane, e in Germania (Gespenster), tornando nell'Eura Editoriale nel 1980.
In seguito con la rivista Orient Express, in cui disegna una delle sue storie più importanti, Il colore del vento, sulla sceneggiatura di Giuseppe Ferrandino.
In seguito passa a Comic Art, dando vita al personaggio di Dan Morrison.
Attualmente lavora tra le file della Sergio Bonelli editore.

### Dylan Dog
- Tiziano Sclavi (testi), Ugolino Cossu (disegni); Ombre, in Dylan Dog n. 56, Sergio Bonelli Editore, maggio 1991.
- Tiziano Sclavi (testi), Ugolino Cossu (disegni); Il Giorno del Giudizio, in Dylan Dog Gigante n. 1, Sergio Bonelli Editore, gennaio 1993.
- Tiziano Sclavi (testi), Ugolino Cossu (disegni); Risvegli, in Almanacco della Paura n. 4, Sergio Bonelli Editore, aprile 1994.
- Michelangelo La Neve (testi), Ugolino Cossu (disegni); Sinfonia mortale, in Dylan Dog n. 99, Sergio Bonelli Editore, dicembre 1994.
- Claudio Chiaverotti (testi), Ugolino Cossu (disegni); L'antro della belva, in Dylan Dog n. 115, Sergio Bonelli Editore, aprile 1996.
- Claudio Chiaverotti (testi), Ugolino Cossu (disegni); Paura di vivere, in Almanacco della Paura n. 7, Sergio Bonelli Editore, aprile 1997.
- Claudio Chiaverotti (testi), Ugolino Cossu (disegni); L'uomo che vende il tempo, in Dylan Dog n. 132, Sergio Bonelli Editore, settembre 1997.
- Tiziano Sclavi (testi), Ugolino Cossu (disegni); Cattivi pensieri, in Dylan Dog n. 138, Sergio Bonelli Editore, marzo 1998.
- Pasquale Ruju (testi), Ugolino Cossu (disegni); L'alieno, in Dylan Dog n. 149, Sergio Bonelli Editore, febbraio 1999.
- Pasquale Ruju (testi), Ugolino Cossu (disegni); Percezioni extrasensoriali, in Dylan Dog n. 159, Sergio Bonelli Editore, dicembre 1999.
- Pasquale Ruju (testi), Ugolino Cossu (disegni); Sopravvivere all'Eden, in Dylan Dog n. 166, Sergio Bonelli Editore, luglio 2000.
- Pasquale Ruju (testi), Ugolino Cossu (disegni); Lettere dall'inferno, in Dylan Dog n. 178, Sergio Bonelli Editore, luglio 2001.
- Paola Barbato (testi), Ugolino Cossu (disegni); Phobia, in Dylan Dog n. 185, Sergio Bonelli Editore, febbraio 2002.
- Giuseppe De Nardo (testi), Ugolino Cossu (disegni); Uno strano cliente, in Dylan Dog n. 195, Sergio Bonelli Editore, dicembre 2002.
- Tito Faraci (testi), Ugolino Cossu (disegni); Un mondo sconosciuto, in Dylan Dog n. 208, Sergio Bonelli Editore, gennaio 2004.
- Tito Faraci (testi), Ugolino Cossu (disegni); La decima vittima, in Dylan Dog n. 219, Sergio Bonelli Editore, dicembre 2004.
- Michele Masiero (testi), Ugolino Cossu (disegni); Insonnia, in Dylan Dog n. 225, Sergio Bonelli Editore, giugno 2005.
- Tito Faraci (testi), Ugolino Cossu (disegni); Un fantasma a Scotland Yard, in Dylan Dog n. 232, Sergio Bonelli Editore, gennaio 2006.
- Pasquale Ruju (testi), Ugolino Cossu (disegni); All'ombra del vulcano, in Dylan Dog n. 237, Sergio Bonelli Editore, giugno 2006.
- Gianluigi Gonano (testi), Ugolino Cossu (disegni); Licantropia, in Speciale Dylan Dog n. 20, Sergio Bonelli Editore, settembre 2006.
- Giovanni Di Gregorio (testi), Ugolino Cossu (disegni); La stanza numero 63, in Dylan Dog n. 255, Sergio Bonelli Editore, dicembre 2007.
- Pasquale Ruju (testi), Ugolino Cossu (disegni); Gli artigli del Drago, in Dylan Dog n. 266, Sergio Bonelli Editore, novembre 2008.
- Giovanni Di Gregorio  (testi), Ugolino Cossu (disegni); La strage dei Graham, in Dylan Dog n. 272, Sergio Bonelli Editore, maggio 2009.
- Giancarlo Marzano (testi), Ugolino Cossu (disegni); Il ladro di cervelli, in Dylan Dog n. 285, Sergio Bonelli Editore, giugno 2010.
- Giovanni Gualdoni (testi), Ugolino Cossu (disegni); La convocazione, in Almanacco della Paura n. 21, Sergio Bonelli Editore, marzo 2011.
- Giancarlo Marzano (testi), Ugolino Cossu (disegni); Una affezionata clientela, in Dylan Dog n. 299, Sergio Bonelli Editore, agosto 2011.
- Giancarlo Marzano (testi), Ugolino Cossu (disegni); Il baule delle meraviglie, in Dylan Dog n. 306, Sergio Bonelli Editore, marzo 2012.
- Giovanni Di Gregorio (testi), Ugolino Cossu (disegni); Leggende urbane, in Dylan Dog n. 318, Sergio Bonelli Editore, marzo 2013.
- Cristiana Astori (testi), Ugolino Cossu (disegni); Per il verso sbagliato, in Dylan Dog Color Fest n. 11, Sergio Bonelli Editore, agosto 2013.
- Giovanni Di Gregorio (testi), Ugolino Cossu (disegni); Io uccido, tu uccidi, in Maxi Dylan Dog n. 20, Sergio Bonelli Editore, febbraio 2014.
- Giancarlo Marzano (testi), Ugolino Cossu (disegni); L'attimo morente, in Maxi Dylan Dog n. 20, Sergio Bonelli Editore, febbraio 2014.
- Luigi Mignacco (testi), Ugolino Cossu (disegni); Racconti sotterranei, in Maxi Dylan Dog n. 20, Sergio Bonelli Editore, febbraio 2014.
- Giovanni Di Gregorio (testi), Ugolino Cossu (disegni); A cena con il morto, in Maxi Dylan Dog n. 25, Sergio Bonelli Editore, ottobre 2015.

### Tex
- Claudio Nizzi (testi), Ugolino Cossu (disegni); Lo squadrone infernale, in Maxi Tex n. 12, Sergio Bonelli Editore, ottobre 2008.
- Pasquale Ruju (testi), Ugolino Cossu (disegni); I banditi delle nebbie, in Color Tex n. 2, Sergio Bonelli Editore, agosto 2012.
- Tito Faraci (testi), Ugolino Cossu e José Ortiz (disegni); La giustizia di Tex, in Maxi Tex n. 19, Sergio Bonelli Editore, ottobre 2015.

| Controllo di autorità | VIAF (EN) 25825846 · ISNI (EN) 0000 0003 8515 3729 · SBN CFIV129398 |